# Malå (gemeente)
Malå (Samisch: Máláge) is een Zweedse gemeente in het landschap Lapland. De gemeente behoort tot de provincie Västerbottens län. Ze heeft een totale oppervlakte van 1739,7 km² en telde 3464 inwoners in 2004.

## Plaatsen
- Malå (plaats)
- Adak
- Rentjärn
- Rökå
- Aspliden

Bjurholm ·
Dorotea ·
Lycksele ·
Malå ·
Nordmaling ·
Norsjö ·
Robertsfors ·
Skellefteå ·
Sorsele ·
Storuman ·
Umeå ·
Vilhelmina ·
Vindeln ·
Vännäs ·
Åsele